# Carlos Redman

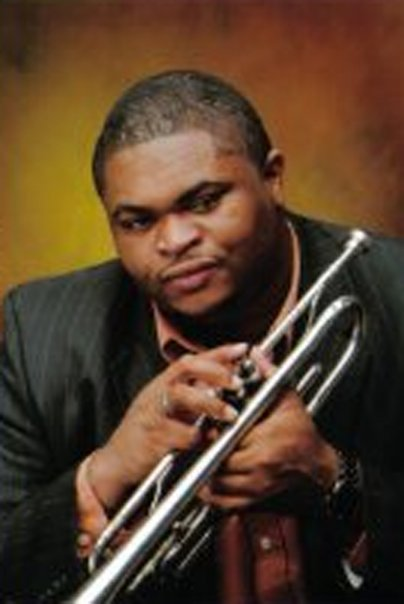
Carlos Redman

Carlos Rance Redman (Detroit, 28 augustus 1982) is een Amerikaanse trompettist die jazz, rhythm & blues, soul en hiphop speelt. Ook is hij een auteur.
Redman studeerde aan Tullibody School of Music van Alabama State University. In 2007 verscheen zijn debuutalbum, die genomineerd werd voor een Detroit Music Award. Hij is de leider van een jazzgroep.
In 2005 verscheen van Redman ook een boek, Young Hearts Run Free.

## Discografie
- Love Letters, Brown Eyes Records, 2007
- Remix, Brown Eyes Records, 2009